# Nicolás Sosa
Nicolás Sosa, vollständiger Name Nicolás Sosa Sánchez, (* 6. April 1996 in Melo) ist ein uruguayischer Fußballspieler.

## Karriere
Der 1,78 Meter große Offensiv- bzw. Mittelfeldakteur Sosa spielte von 2011 bis 2012 und erneut von 2013 bis 2014 für die Melo Wanderers. Dazwischen stand er von 2012 bis 2013 in Reihen des Cerro Largo FC. Von 2014 bis 2015 war er abermals für den Cerro Largo FC aktiv und absolvierte beim Klub aus dem Osten Uruguays in der Saison 2014/15 am 20. September 2014 sein einziges Spiel (kein Tor) in der Segunda División. Anschließend gehörte er von 2015 bis 2016 wieder den Melo Wanderers an. 2016 wechselte er zum Racing Club de Montevideo. Dort debütierte er am 10. September 2016 in der Primera División, als er von Trainer Julio Avelino Comesaña am 3. Spieltag der Spielzeit 2016 bei der 1:3-Auswärtsniederlage gegen Centro Atlético Fénix in der 71. Spielminute für Mauro Estol eingewechselt wurde. Während der Saison 2016 kam er fünfmal (kein Tor) in der Liga zum Einsatz.